# Cloniocerus kraussii
Cloniocerus kraussii là một loài bọ cánh cứng trong họ Cerambycidae.